# Musée maritime international
 (février 2023).
 (février 2023).
La mise en forme du texte ne suit pas les recommandations de Wikipédia : il faut le « wikifier ».
Les points d'amélioration suivants sont les cas les plus fréquents :
- Les titres sont pré-formatés par le logiciel. Ils ne sont ni en capitales, ni en gras.
- Le texte ne doit pas être écrit en capitales (les noms de famille non plus), ni en gras, ni en italique, ni en « petit »…
- Le gras n'est utilisé que pour surligner le titre de l'article dans l'introduction, une seule fois.
- L'italique est rarement utilisé : mots en langue étrangère, titres d'œuvres, noms de bateaux, etc.
- Les citations ne sont pas en italique mais en corps de texte normal. Elles sont entourées par des guillemets français : « et ».
- Les listes à puces sont à éviter, des paragraphes rédigés étant largement préférés. Les tableaux sont à réserver à la présentation de données structurées (résultats, etc.).
- Les appels de note de bas de page (petits chiffres en exposant, introduits par l'outil «  Source ») sont à placer entre la fin de phrase et le point final[comme ça].
- Les liens internes (vers d'autres articles de Wikipédia) sont à choisir avec parcimonie. Créez des liens vers des articles approfondissant le sujet. Les termes génériques sans rapport avec le sujet sont à éviter, ainsi que les répétitions de liens vers un même terme.
- Les liens externes sont à placer uniquement dans une section « Liens externes », à la fin de l'article. Ces liens sont à choisir avec parcimonie suivant les règles définies. Si un lien sert de source à l'article, son insertion dans le texte est à faire par les notes de bas de page.
- La présentation des références doit suivre les conventions bibliographiques. Il est recommandé d'utiliser les modèles {{Ouvrage}}, {{Chapitre}}, {{Article}}, {{Lien web}} et/ou {{Bibliographie}}. Le mode d'édition visuel peut mettre en forme automatiquement les références.
- Insérer une infobox (cadre d'informations à droite) n'est pas obligatoire pour parachever la mise en page.

Pour une aide détaillée, merci de consulter Aide:Wikification.
Si vous pensez que ces points ont été résolus, vous pouvez retirer ce bandeau et améliorer la mise en forme d'un autre article.
Le musée Maritime international (en allemand: Internationales Maritimes Museum Hamburg) est un établissement culturel situé en Allemagne, dans le quartier de Speicherstadt à Hambourg.

## Histoire
Le musée est hébergé dans un ancien entrepôt de 1879, sur neuf étages, au cœur du quartier des anciens docks de la ville de Hambourg, Speicherstadt. Classé monument historique, le bâtiment est rénové et équipé pour accueillir les personnes à mobilité réduite.
Le musée est géré par une fondation créée en 2002. Le musée en lui-même ouvre en 2008 et son affluence est d’environ 150 000 visiteurs par an. 
Le projet a été élaboré par l'ancien dirigeant de l'éditeur Axel Springer, Peter Tamm, qui souhaitait faire don de sa collection à la ville de Hambourg. En contrepartie, celle-ci a donné le bâtiment à la Fondation et a consacré un budget de 30 millions d'euros au titre de son aménagement. 

## Collection
Le musée a pour ambition de retracer 3000 ans d’histoire maritime à travers des objets, des documents, des maquettes de bateaux et des peintures. Le circuit de visite de la collection permanente comprend notamment:
- une collection de plus de 36000 modèles réduits à l’échelle 1:1250,
- une collection de peintures couvrant cinq siècles d’histoire,
- une exposition sur le thème de la recherche dans les profondeurs,
- des reproductions de bateaux et de sites sur le thème de la marine marchande,
- une exposition concernant les marines de guerre de pays d’Europe et des États-Unis,
- une évocation de la marine à voile de l’antiquité au XXe siècle,
- une exposition consacrée aux moyens d’aide à la navigation en mer.

Le musée dispose aussi d’un espace pour des expositions temporaires.

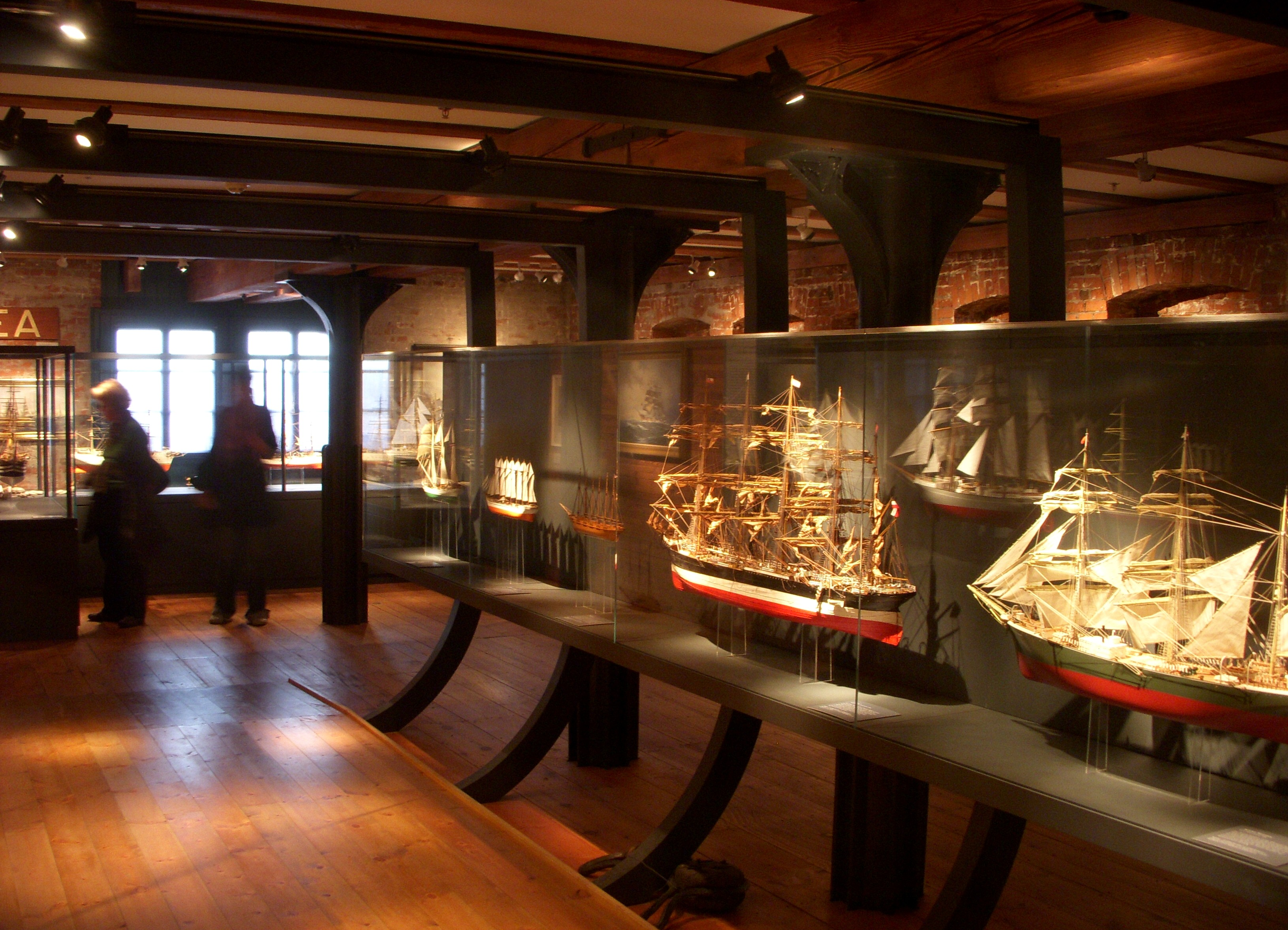
Maquettes de la section Marine à voile
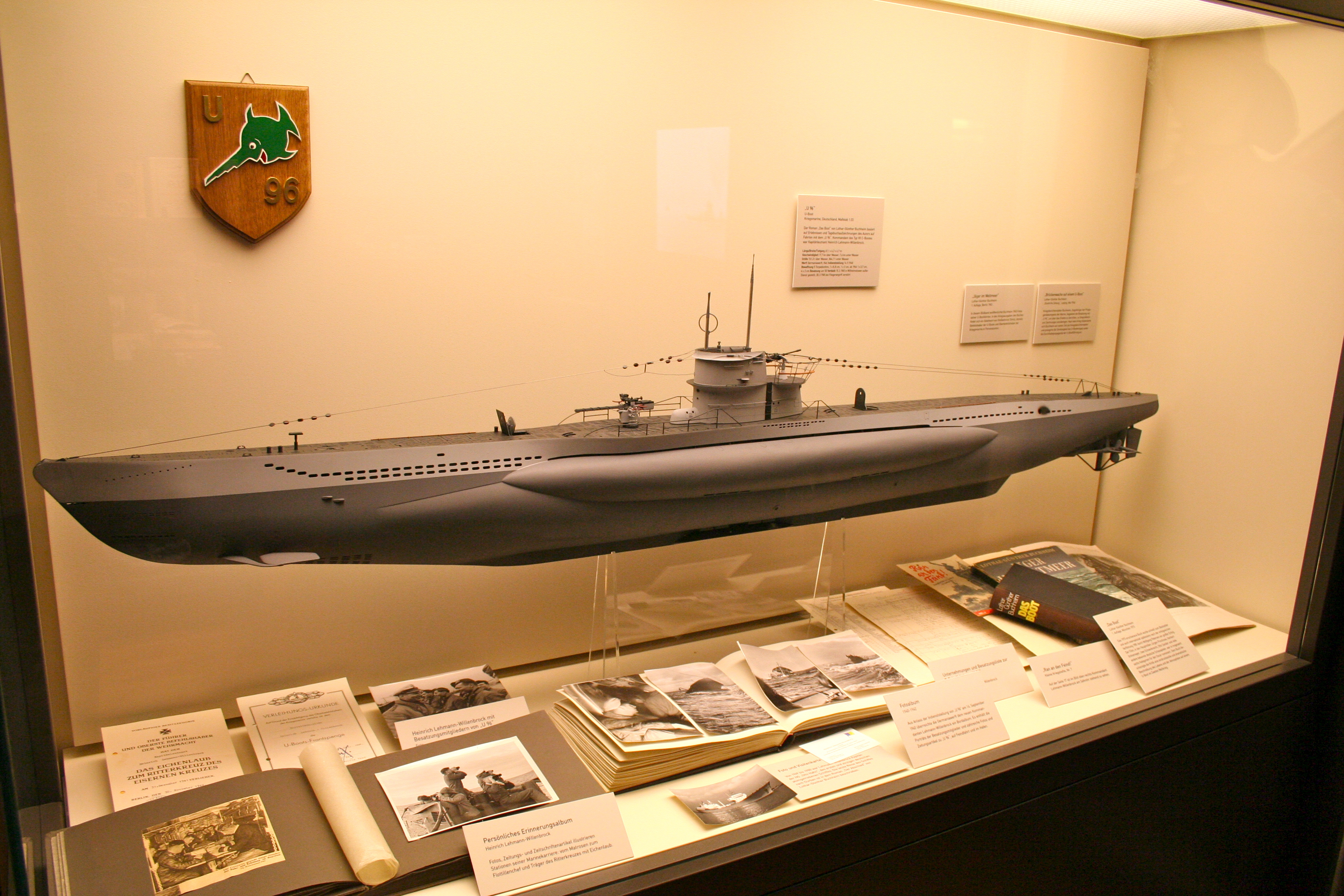
Maquette de sous-marin allemand
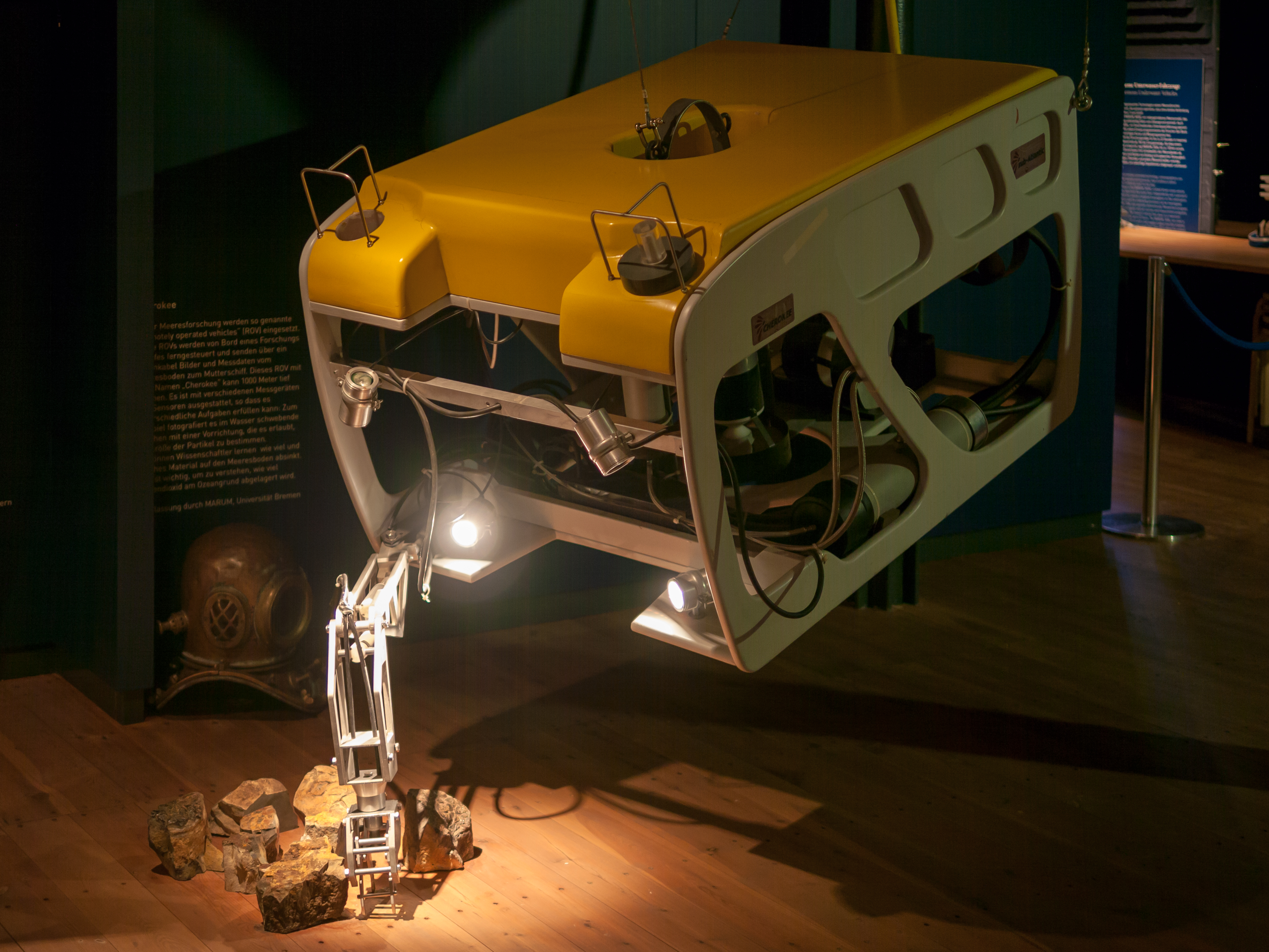
Appareil d'exploration sous-marine